# Чеботарь, Мария
Мари́я Чебота́рь, в русской традиционной передаче Чебота́ри (рум. Maria Cebotari; 10 февраля 1910, Кишинёв Бессарабской губернии — 9 июня 1949, Вена) — австрийская певица (сопрано) молдавского происхождения.

## Биография
Мария Чеботарь родилась в столице Бессарабской губернии в 1910 году.
В детстве пела в хоре Кишинёвского собора под руководством М. Березовского. В 1924—1929 училась в Кишинёвской консерватории, после окончания которой в 1929 году присоединилась к гастролировавшей в городе Пражской группе Московского художественного театра. Вскоре вышла замуж за артиста труппы Александра Вырубова, тридцатью годами старше её.
С 1929 года училась в Берлине. В 1931 году дебютировала в Дрездене (партия Мими в «Богеме») и на Зальцбургском фестивале в «Орфее и Эвридике» Глюка.
В 1942 г. сыграла главную роль в румынско-итальянском пропагандистском фильме-драме «Одесса в огне».
До 1943 года выступала в Берлине и Дрездене, до своей преждевременной кончины входила в ансамбль Венской оперы. В 1948 году участвовала в первых послевоенных гастролях Венской оперы в Ковент-Гарден (Лондон). Способствовала карьере певицы Лизы Делла Каза. Чеботарь давала концерты в Великобритании, Италии, Швеции, Франции, Бельгии, Швейцарии, Чехословакии, Дании и других странах Европы. Была значимой певицей первой половины XX века и яркой представительницей немецкой вокальной школы.
Последней ролью певицы 31 марта 1949 года стала Лаура в оперетте Карла Миллёкера «Нищий студент». 9 июня того же года она умерла (от рака поджелудочной железы с метастазами в печень). Второй муж Марии Чеботарь — австрийский актёр немого кино и театра Густав Диссль (1899—1948) — скоропостижно скончался за год до неё, и их сыновей Петера и Франца усыновили британский пианист Клиффорд Керзон и его жена, клавесинистка Люсиль Уоллес.
Похоронена в Вене на Дёблингском кладбище.

## Творчество

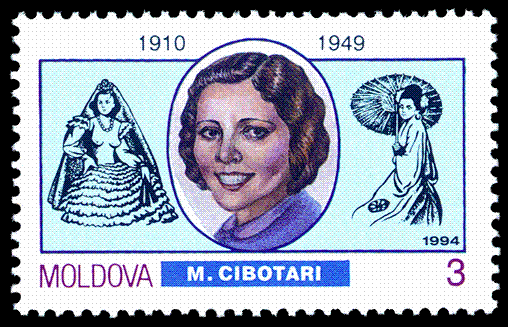
Почтовая марка Молдовы, 1994 год

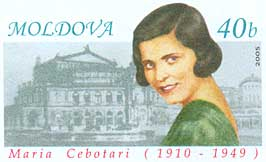
Почтовая марка Молдовы, 2005 год

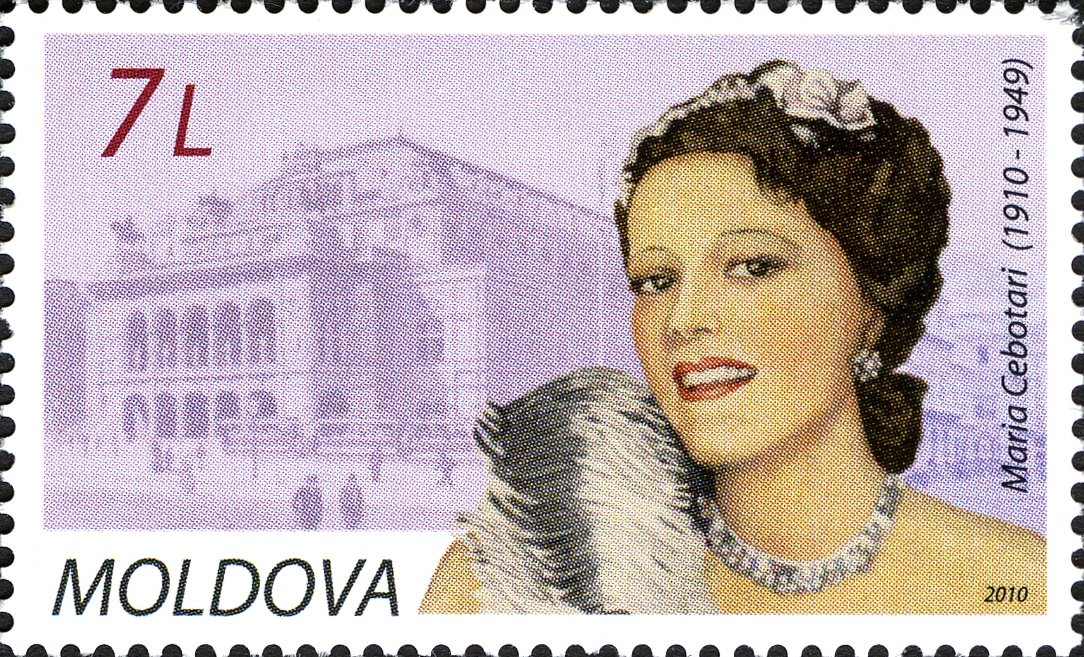
Почтовая марка Молдовы, 2010 год

Мария Чеботарь владела обширным репертуаром, достигнув особенного успеха в операх Вольфганга Амадея Моцарта (Сюзанна и Графиня в «Свадьбе Фигаро», Церлина и Донна Анна в «Дон Жуане», Констанца в «Похищении из сераля») и Рихарда Штрауса (Дафна в одноименной опере, Софи в «Кавалере розы»), а также Джузеппе Верди (Виолетта в «Травиате») и Джакомо Пуччини (Чио-Чио-Сан в «Мадам Баттерфляй»). Незадолго до смерти начала обращаться к более драматическим партиям («Турандот», «Саломея»). Много гастролировала. Участвовала в премьерах современных опер (в том числе была первой исполнительницей роли Аминты в «Молчаливой женщине» Р. Штрауса). Сотрудничала с такими выдающимися дирижёрами, как Бруно Вальтер, Карл Бём, Клеменс Краус и т. д.
Снялась также в нескольких фильмах, в том числе в румынско-итальянской пропагандистской ленте «Одесса в огне» об «освобождении» Одессы румынскими войсками в 1941 году. В фильмах сыграла знаменитых певиц 19-го века Марию Малибран (Maria Malibran, 1943) и Терезу Штольцову (Giuseppe Verd, 1938), вероятную любовницу Джузеппе Верди. В фильме Solo per te (1938) её партнёром был Беньямино Джильи.
В СССР были выпущены пластинки, на которых она обозначена как Мария Чеботарёва. В большинстве её сохранившихся записей она поёт по-немецки, в том числе и номера из итальянских опер.

## Фильмография
- 1930 — Тройка / Trojka (Германия) — певица
- 1938 — История одной жизни / Giuseppe Verdi (Италия) — Терезина Штольц, чешская певица
- 1939 — Чио-Чио-Сан / Sogno di Butterfly, Il (Германия) — мадам Баттерфляй — главная роль
- 1940 — Люби меня, Альфредо! / Amami, Alfredo! (Италия) — Мария Дальджери — главная роль
- 1942 — Одесса в огне / Odessa in Flames (Италия, Румыния) — Мария Теодореску — главная роль

## Память
- Имя певицы носят улицы в Вене и Дрездене — городах, с которыми были связаны наиболее значимые моменты её творческой биографии.
- Именем Марии Чеботарь также названа улица в Кишинёве.
- В Молдове были выпущены почтовые марки, посвященные певице, а также монета из серебра в 2010 году.